# 金山面
金山面，是臺灣新竹市的一個地區名稱，其位置在今東區最東端，範圍大致包括金山里、仙水里的全部及科園里的東半部。

## 歷史
台灣清治末期至日治前期，該地區為一街庄，稱為「金山面庄」，隸屬於竹北一堡。該庄北與柴梳山庄為鄰，東與柯仔湖庄為鄰，南邊為草山庄，西邊為雙溪庄、埔頂庄。
1920年（日治大正九年），改制為「金山面」大字，隸屬於新竹州新竹郡新竹街。1930年新竹街升格為新竹市，該地區仍屬之。戰後之初新竹市改制為省轄市，大字亦改制為里。其後因人口增加，已細分成多個里。

## 交通
縣道122號大致經過金山面地區的北部邊界，往東可前往竹東，往西可前往新竹市市中心。

## 學校
- 國立科學園區實驗中學
- 世界高中
- 新科國中

## 產業
- 新竹科學園區

## 寺廟
- 金山寺
- 風空開山伯公
- 義勇忠祠
- 金山集福宮